# 瓦利鎮區 (堪薩斯州奧斯伯恩縣)
瓦利鎮區（英語：Valley Township）為美國堪薩斯州奧斯伯恩縣轄下的鎮區。2010年美国人口普查中該鎮區人口有38人。

## 地理
瓦利鎮區涵蓋總面積為93.51平方（36.10平方英里），其中93.43平方（36.07平方英里）為陸地，0.08平方（0.031平方英里）或0.08%為水域。海拔高度521（1,709英尺）。

## 人口統計
根據2010年美國人口普查，瓦利鎮區人口有38人，住房12戶，人口密度為0.41人/每平方公里。此鎮區居民之種族中，白人有35人，非裔美國人有1人，美洲原住民有0人，亞裔美國人有0人，太平洋島裔美國人有0人，其他種族有1人，混血種族則有1人。此外此鎮區有1人為西班牙裔或拉丁裔美國人。